# V1974 Cygni
V1974 Cygni oder Nova Cygni 1992 war eine relativ helle Nova im Sternbild Schwan, die eine Helligkeit von 4,4 m erreichte. Sie wurde am 19. Februar 1992 von Peter Collins in Boulder (Colorado), USA entdeckt.
Zu diesem Zeitpunkt hatte sie die scheinbare Helligkeit von 6 m, das Maximum wurde mit 4,4 m errechnet. Die thermonukleare Reaktion auf der Oberfläche des Weißen Zwerges endete zwei Jahre später, 1994. Es handelte sich um eine Neon-Nova, und es war die erste Nova, die vom Beginn bis zum Ende beobachtet wurde. Die Entfernung zur Erde konnte mit 10430 Lj (ca. 3200 pc) berechnet werden.
Der Novaausbruch wurde auch mit dem High Speed Photometer des HST untersucht. Das Instrument zeichnete einen kurzen Datensatz im ultravioletten Spektrum auf. Die Nova wurde auch im fernen ultravioletten Spektrum von Voyager 2 beobachtet.